# جمرين
جمرين هي قرية في جنوب سوريا، وهي جزء إداري من محافظة درعا، تقع شرق درعا مباشرة شمال بصرى. تشمل المناطق المجاورة الأخرى معربة من الغرب، و‌خربا من الشمال الغربي، و‌المجيمر من الشمال، و‌القريا من الشرق. وفقاً للمكتب المركزي للإحصاء في سوريا، كان عدد سكان جمرين 1000نسمة في تعداد 2004.
يسكن بلدة جمرين حاليا حوالي 4000 شخص بين مسلمين ومسيحيين في تآلف اجتماعي، يعمل أهل القرية في الزراعة، ويعيش فيها بعض البدو على أطرافها ممن يرعون الغنم. بها مدرسة حكومية ابتدائية وأخرى إعدادية.

## التاريخ

### العصور القديمة
في شمال جمرين يوجد جسر جمرين من العصر الروماني. في عام 543، خلال العصر البيزنطي، تم بناء كنيسة مخصصة للقديس إسطفانوس في جمرين.

### العصر العثماني
في عام 1596، ظهرت القرية في سجلات الضرائب العثمانية تحت اسم جمرين، كونها جزءاً من الناحية (منطقة فرعية) من بني ناصية في قضاء حوران. كان لديها سكان مسلمون بالكامل يتكونون من 15 أسرة و 5 عزاب. دفعوا ضريبة ثابتة بنسبة 40% على المنتجات الزراعية، بما في ذلك القمح والشعير والمحاصيل الصيفية، بالإضافة إلى الإيرادات العرضية؛ ما مجموعه 6330 آقجة. في عام 1838، لوحظ أنه يوجد خراب في جمرين، ويقع في «سهل نكرة (شرق حوران)، شرق الشيخ مسكين».

### العصر الحديث
اعتباراً من الثمانينيات، كان سكان جمرين ينتمون إلى ثلاث عشائر، حيث تم شغل مكتب مختار القرية (رئيس) بشكل تقليدي من قِبَل أفراد عشيرة كفارنة.

## عن آثارها
- الدارة الرومانية: تقع وسط القرية، وترجع إلى القرن الثاني الميلادي، لم يبق منها إلا الجزء الشمالي والرئيسي، وبعض أجزاء القسم الشرقي، وأساسات القسم الغربي. يتألف الجزء الشمالي من واجهة طولها 40م، ومن عدة طوابق، لم يبق منها الا طابقان. تتوسطها غرف كبيرة معقودة بقناطر تعلوها غرفة بالحجم نفسه في الطابق العلوي. وعلى كل جانب بنيت غرفتان مستطيلتان، وغرفة كبيرة مربعة الشكل. أما القسم الجنوبي المفصول عن الشمالي بساحة رئيسية لم يبق منه إلا الأساسات. والبناء بمجموعه عبارة عن مربع له باحة داخلية، محاط بأروقة وغرف محاطة من جهاته بسور عال طول ضلعه 60-80 مترًا، لم يبق منه إلا الأساسات التي لم يجر فيها أي ترميم.
- جسر وادي الزيدي: الذي يقع على الطريق الذاهبة من بصرى إلى خربا وعلى بعد 3 كم من بصرى. يتألف من ثلاث قناطر رُممت في العهد الأيوبي، كما تشير إلى ذلك لوحة بالخط الكوفي جاء فيها: «بسم الله الرحمن الرحيم أنشأ هذا الجسر المبارك طلبًا لثواب الله الأمير شمس الدين سنقر الصالحي الحكيمي غفر الله له. عام ثلاثة وعشرون وستماية». وتعود الدعائم الثلاث والقناطر إلى العهد الروماني، وتوجد لوحة كتابية أخرى باللغة اليونانية أعيد استعمالها أثناء ترميم الجسر.
- الجسر الروماني: يقع في قرية جمرين على الجزء الجنوبي من وادي الزيدي، يربط الطريق بين بصرى والقرى الشمالية، ويرجع إلى العهد الروماني، يتفق وتاريخ إنشاء الجسر الروماني في قرية الطيبة قرب درعا المؤرخ عام 164م نظرًا لتشابه البناء والطراز بينهما، ويتألف الجسر من ثلاث قناطر متساوية ترتكز على دعائم عالية وهي بحالة جيدة. تصلها بمدينة بصرى الشام طريق مزفتة.